# Dysopsis
Dysopsis es un género de plantas con flores con tres especies perteneciente a la familia Euphorbiaceae. Es nativo de Costa Rica a Chile y el único género de la subtribu Dysopsidinae.

## Taxonomía
El género fue descrito por Henri Ernest Baillon y publicado en  Étude générale du groupe des Euphorbiacées 435. 1858. La especie tipo es:  Dysopsis gayana Baill.

## Especies aceptadas
A continuación se brinda un listado de las especies del género Dysopsis aceptadas hasta octubre de 2012, ordenadas alfabéticamente. Para cada una se indica el nombre binomial seguido del autor, abreviado según las convenciones y usos.
- Dysopsis glechomoides (A.Rich.) Müll.Arg. in A.P.de Candolle (1866).
- Dysopsis hirsuta (Müll.Arg.) Skottsb. (1953).
- Dysopsis paucidentata (Müll.Arg.) Lozano & J.Murillo (2001).